# CKEditor
Der CKEditor ist ein JavaScript basierter, freier WYSIWYG-HTML-Editor, den man in eigene Webanwendungen integrieren kann und der zahlreiche Webbrowser unterstützt.

## Details
CKEditor ist in JavaScript implementiert und bietet auf Serverseite Schnittstellen zu Active-FoxPro, ASP, ASP.NET, ColdFusion, Java, JavaScript, Lasso, Perl, PHP und Python.
Er wird als freie Software unter den Open-Source-Lizenzen GPL, LGPL und MPL sowie auch unter der kommerziellen Closed Distribution License (CDL) vertrieben.
Der CKEditor gibt XHTML 1.0 aus.
Der CKEditor ist in vielen Content-Management-Systemen als Editor integriert bzw. lässt sich als Erweiterung installieren, wie z. B. in WordPress, WebsiteBaker, Drupal, Joomla etc.

## Geschichte
Das Projekt wurde 2003 als FCKeditor von Frederico Caldeira Knabben ins Leben gerufen, dessen Initialen sich im Namen wiederfanden. Version 1.0 erschien am 25. Mai 2003. Im englischen Sprachraum führt die Zeichenfolge FCK unbeabsichtigterweise leicht zur Assoziation mit dem Wort fuck. Daher wurde im August 2009 mit Veröffentlichung der Version 3.0 der Name von FCKeditor in CKEditor geändert.